# Хрестоматія

Хрестоматії сучасної української дитячої літератури (обкладинки книг)

Хрестома́тія (від дав.-гр. χρηστομάθεια, від chrestos — корисний і mathono — вивчаю, дізнаюсь) — термін, що має кілька значень:
1) збірник текстів письменницьких чи наукових творів та/або уривків із них, призначений для навчальних чи пізнавальних цілей;
2) різновид навчального посібника, що містить системно дібрані документи (тексти мемуарних, літературно-художніх чи історичних документів, музичних та інших творів чи уривків із них), які є об'єктом вивчення певного навчального предмета, курсу, дисципліни відповідно до змісту чинної навчальної програми, і має відповідний офіційно наданий гриф.

## ДСТУ
Згідно із ДСТУ 3017: 2015 «Видання. Основні види. Терміни та визначення» за цільовим призначенням хрестоматії віднесено до категорії навчальних видань і їх різновидів — навчальних посібників; за складом основного тексту хрестоматії є збірниками, полівиданнями.